# Estoril Open (tenis)
Estoril Open, oficiálně Millennium Estoril Open, je profesionální tenisový turnaj mužů hraný v portugalském přímořském městě Estoril, ležícím přibližně 30 kilometrů západně od Lisabonu. Založen byl roku 2015. Každoročně probíhá v dubnovém termínu. Dějištěm je areál Clube de Ténis do Estoril s otevřenými antukovými dvorci. Na okruhu ATP Tour se řadí do kategorie ATP Tour 250.
Do soutěže dvouhry nastupuje dvacet osm hráčů a čtyřhry se účastní šestnáct párů. Založen byl po ukončení tradičního portugalského turnaje Portugal Open, probíhajícího v letech 1990–2014, jenž nesl do roku 2012 stejný název a byl zrušen v důsledku absence sponzorské podpory. Novou tenisovou událost iniciovali v roce 2015 bývalý nizozemský tenista Benno van Veggel a portugalský fotbalový agent Jorge Mendes.
Premiérový ročník dvouhry vyhrál Francouz Richard Gasquet. Čtyřhru ovládla filipínsko-americká dvojice Treat Conrad Huey a Scott Lipsky.

## Přehled finále

### Dvouhra
| Rok  | vítěz                           | finalista                       | výsledek                        |
| ---- | ------------------------------- | ------------------------------- | ------------------------------- |
| 2015 | Richard Gasquet                 | Nick Kyrgios                    | 6–3, 6–2                        |
| 2016 | Nicolás Almagro                 | Pablo Carreño Busta             | 6–7(6–8), 7–6(7–5), 6–3         |
| 2017 | Pablo Carreño Busta             | Gilles Müller                   | 6–2, 7–6(7–5)                   |
| 2018 | João Sousa                      | Frances Tiafoe                  | 6–4, 6–4                        |
| 2019 | Stefanos Tsitsipas              | Pablo Cuevas                    | 6–3, 7–6(7–4)                   |
| 2020 | zrušeno pro pandemii koronaviru | zrušeno pro pandemii koronaviru | zrušeno pro pandemii koronaviru |
| 2021 | Albert Ramos-Viñolas            | Cameron Norrie                  | 4–6, 6–3, 7–6(7–3)              |
| 2022 | Sebastián Báez                  | Frances Tiafoe                  | 6–3, 6–2                        |
| 2023 | Casper Ruud                     | Miomir Kecmanović               | 6–2, 7–6(7–3)                   |

### Čtyřhra
| Rok  | vítězové                        | finalisté                       | výsledek                        |
| ---- | ------------------------------- | ------------------------------- | ------------------------------- |
| 2015 | Treat Conrad Huey Scott Lipsky  | Marc López David Marrero        | 6–1, 6–4                        |
| 2016 | Eric Butorac Scott Lipsky       | Łukasz Kubot Marcin Matkowski   | 6–4, 3–6, [10–8]                |
| 2017 | Ryan Harrison Michael Venus     | David Marrero Tommy Robredo     | 7–5, 6–2                        |
| 2018 | Kyle Edmund Cameron Norrie      | Wesley Koolhof Artem Sitak      | 6–4, 6–2                        |
| 2019 | Jérémy Chardy Fabrice Martin    | Luke Bambridge Jonny O'Mara     | 7–5, 7–6(7–3)                   |
| 2020 | zrušeno pro pandemii koronaviru | zrušeno pro pandemii koronaviru | zrušeno pro pandemii koronaviru |
| 2021 | Hugo Nys Tim Pütz               | Luke Bambridge Dominic Inglot   | 7–5, 3–6, [10–3]                |
| 2022 | Nuno Borges Francisco Cabral    | Máximo González André Göransson | 6–2, 6–3                        |
| 2023 | Sander Gillé Joran Vliegen      | Nikola Ćaćić Miomir Kecmanović  | 6–3, 6–4                        |